# Dukuh (Banyudono)
Dukuh is een bestuurslaag in het regentschap Boyolali van de provincie Midden-Java, Indonesië. Dukuh telt 3144 inwoners (volkstelling 2010).